# 祇園女御
祇園女御（ぎおんのにょうご、生没年未詳）は、白河法皇の晩年の寵妃。

## 概要
源仲宗の妻、その子・惟清の妻、宮廷仕えの女房と諸説があるが、氏素性は未詳。女御の宣旨は下されなかったが、居住地にちなんで祇園女御、または白河殿と呼ばれた。長治2年（1105年）、祇園社の南東に堂を建立して、丈六阿弥陀仏を安置し金銀珠玉で飾り立てるなど「天下美麗過差」の様は人々の耳目を驚かせたという（『中右記』）。身辺には平正盛が早くから仕えていて、天永4年10月1日（1113年11月11日）に正盛が建立した六波羅蜜堂で一切経供養を行っている。待賢門院（崇徳天皇・後白河天皇の生母）を養女としていた。白河法皇崩御の際は、他の女房らと素服を賜った。
『古事談』には、祇園女御の食事に鮮鳥を差し出すことを平忠盛に命じられた加藤成家が、主人からの処罰を逃れるためにあえて白河法皇の殺生禁断令を破った話が伝えられている。また『平家物語』の語り本系の諸本は白河法皇の寵愛を受けて懐妊した祇園女御が忠盛に下賜されて平清盛が生まれたとしている（いわゆる白河院落胤説）が、読み本系の延慶本は清盛は祇園女御に仕えた中﨟女房の腹であったというように書いている。また、近江国胡宮神社文書（『仏舎利相承系図』）は清盛生母を祇園女御の妹とし、祇園女御が清盛を猶子としたと記している。清盛が通常の尉ではなく左兵衛佐に任官されたのも、祇園女御の後押しがあったためといわれる。